# Kazimierz Chlewiński
Kazimierz Chlewiński herbu Radwan (zm. 19 listopada 1792) – marszałek rzeczycki w 1787 roku, pisarz ziemski rzeczycki w 1765 roku, członek konfederacji targowickiej w powiecie rzeczyckim w 1792 roku.
W 1792 roku odznaczony został Orderem Orła Białego, w 1787 został kawalerem Orderu Świętego Stanisława.